# Xuxa Park (game show)
Xuxa Park foi um programa de televisão espanhol de gênero game show, baseado no programa infantil brasileiro Xou da Xuxa. Produzido por Michael Jay Solomon, foi exibido em 1992 pela Telecinco, a terceira maior emissora da Espanha, com um total de 40 episódios. O programa era dividido em diversos blocos, cada um apresentando um jogo, e contava com a participação das Paquitas e do personagem Topo Gigio, um boneco-caricatura de rato que fez muito sucesso na década de 1960 no Brasil e no mundo.

## Antecedentes
Considerada um "verdadeiro boom televisivo" pela revista colombiana Semana, Xuxa se tornou um ídolo entre as crianças da Espanha, graças ao seu sucesso com o público latino-americano no programa argentino El show de Xuxa. Este programa foi exportado para 17 países da América Latina pela rede Telefe e também para os Estados Unidos pela Univision, alcançando uma audiência de 25 milhões de espectadores por semana. Sua popularidade com o público espanhol começou em 1991, quando participou de dois programas da Tele 5, além do sucesso de seus discos internacionais, que rapidamente se tornaram populares no país.

## Produção e desenvolvimento
Em 1992, Xuxa passava 15 dias no Brasil e 15 dias na Argentina, e uma vez por mês ia à Espanha para gravar o Xuxa Park. O programa era filmado inteiramente nos estúdios da emissora em Barcelona, onde recriava um parque de diversões. Semelhante ao Xou da Xuxa, a atração incluía cantores, artistas de circo e grupos cômicos espanhóis, além dos tradicionais jogos. A grande novidade era que pais e filhos podiam competir juntos, formando equipes de duas crianças e dois adultos.

## Exibição
O programa era exibido semanalmente aos domingos, totalizando 40 episódios, cada um com uma hora e meia de duração. Durante esse período, Xuxa Park conquistou cerca de 50% da audiência espanhola, consolidando-se como a segunda atração mais vista do país, atrás apenas da TVE. Para criar expectativa em torno do lançamento, a emissora organizou uma coletiva de imprensa onde apresentou formalmente Xuxa e as Paquitas.

## Recepção e audiência
Quatro meses após a estreia de Xuxa Park na Tele 5, a direção da emissora manifestou interesse em renovar o contrato da apresentadora por mais cinco meses, visando a produção de uma segunda temporada do show. No entanto, as negociações não avançaram devido à agenda lotada de Xuxa, que também estava focada nas gravações de seu programa nos Estados Unidos — simplesmente intitulado Xuxa —, previsto para ser lançado em setembro do ano seguinte na América do Norte.
O Xuxa Park alcançou índices consideráveis de audiência, atingindo 45 pontos e um público estimado em 25 milhões de pessoas em países como Espanha, Andorra, Portugal e algumas regiões fronteiriças da França. Além disso, o programa foi exibido na América Latina, mas com títulos modificados em vários países; na Venezuela, por exemplo, era chamado de El Parque de Xuxa, enquanto na Argentina recebeu o nome de Xuxa en Vacaciones.

## Assistentes de palco

### 1992:Paquitas
| Integrantes das Paquitas | Integrantes das Paquitas                 | Integrantes das Paquitas | Integrantes das Paquitas | Integrantes das Paquitas |
| Nome                     | Apelido/Título                           | Fases de gravações       | Fases de gravações       | Fases de gravações       |
| Nome                     | Apelido/Título                           | 1ª Fase de gravações     | 2ª Fase de gravações     | 3ª Fase de gravações     |
| ------------------------ | ---------------------------------------- | ------------------------ | ------------------------ | ------------------------ |
| Ana Paula Guimarães      | Catuxa / Catu                            |                          |                          |                          |
| Bianca Rinaldi           | Xiquita Bibi                             |                          |                          |                          |
| Ana Paula Almeida        | Pituxita Bonequinha                      |                          |                          | —                        |
| Letícia Spiller          | Pituxa Pastel                            |                          | —                        | —                        |
| Andréa Veiga             | Paquita / Paquita Mor / Paquitona / Paca | —                        |                          | —                        |
| Maricielo Effio          | Paquita Peruana                          | —                        |                          | —                        |
| Cátia Paganote           | Miúxa Bruxa                              | —                        | —                        |                          |
| Roberta Cipriani         | Xiquitita Surfista                       | —                        | —                        |                          |